# Schwedens Reichsregalien

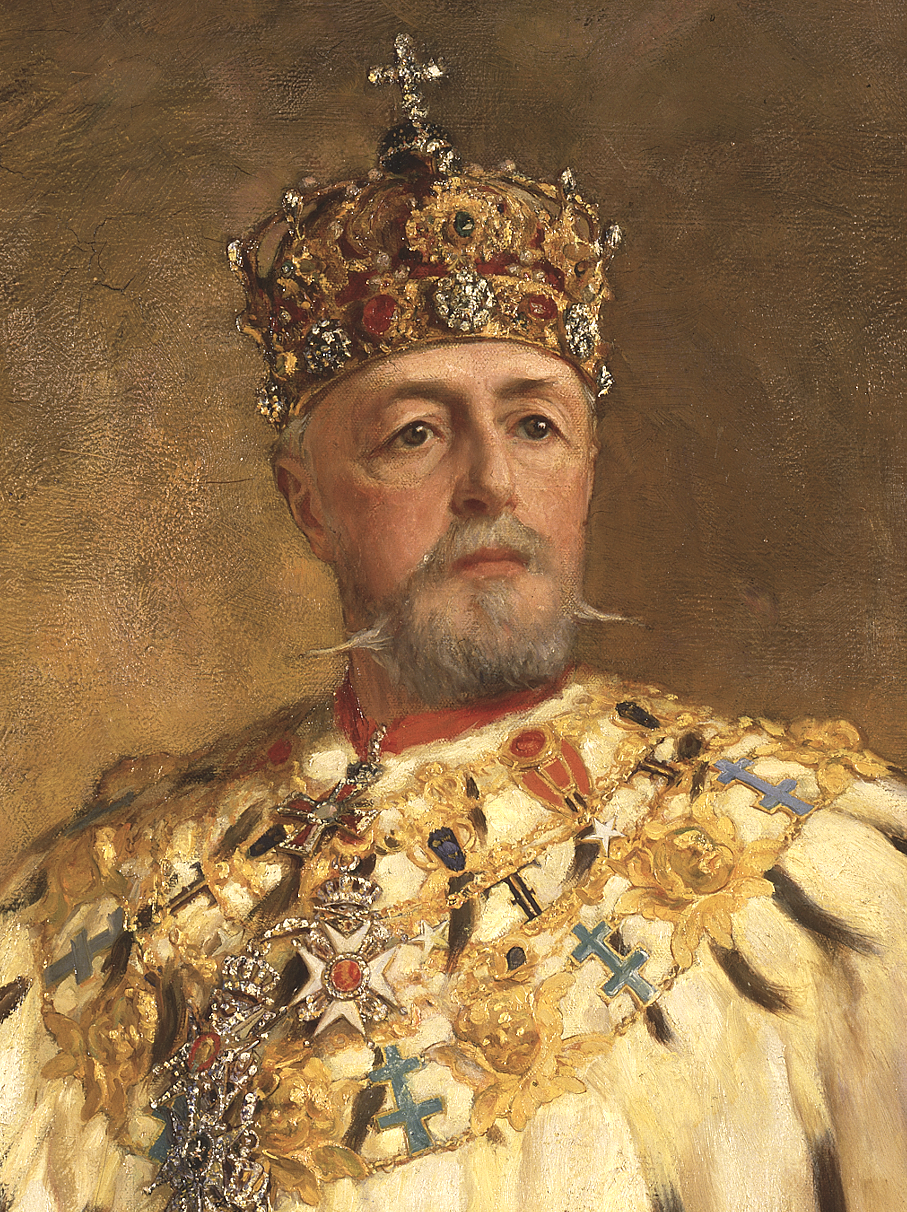
Oskar II. auf einem Gemälde von Oscar Björck. Auf dem Porträt trägt er die Erikskrone in der Gestalt wie sie zwischen 1818 und 1909 existierte. Er trägt auch mit Brillanten verzierte Orden, die im Prinzip nicht zu den Reichsregalien gehören, aber dennoch in der Schatzkammer des Stockholmer Schlosses verwahrt werden.

Schwedens Reichsregalien sind die Regalien des Königreich Schweden, die bei Krönungen und feierlichen Zeremonien als äußere Zeichen der Königswürde in Schweden benutzt wurden. Seit dem Regierungsantritt von Gustav V. 1905 werden diese Objekte nicht mehr für die Krönung verwendet, da er und seine Nachfolger darauf verzichteten. Die Regalien sind seit 1970 in der Schatzkammer des Stockholmer Schlosses ausgestellt (genaueres dazu im Abschnitt Aufbewahrung und Pflege der Regalien).

## Historische Hintergründe
Im Prinzip haben Herrscher in allen Zeiten äußere Zeichen ihrer Würde getragen. Die Nutzung von Prachtstücken hatte ihren Ursprung unter anderem im Orient, wo die persischen Herrscher eine Tiara trugen. Ähnliche Symbole wurden auch von den ägyptischen Pharaonen (helmartige Pschent), den römischen Kaisern (Lorbeerkranz) und den Päpsten (Tiara) benutzt. Diese Symbole entwickelten sich mit der Zeit zu einer Reihe spezieller Attribute, wobei jedes für sich einen bestimmten Bereich der herrschaftlichen Aufgaben bezeichnete. Die gesamte Einheit der Herrschaftszeichen erhielt die Bezeichnung Regalien. Als Beispiel kann hier der Reichsapfel genannt werden, der seinen Ursprung in den Globen der römischen Kaiser hatte, die damit ihre angestrebte Weltherrschaft verdeutlichten. Anfänglich waren goldene Kränze, die als Kronen bezeichnet wurden, Eigentum des Herrschers, doch im Laufe der Jahre bildete sich in vielen Ländern die Meinung heraus, dass die Regalien die Größe des Staates darstellten und damit Staatseigentum sind. Die Könige übernahmen so die Rolle des Verwalters und Trägers der Symbole.

### Krönungen in Schweden
Im Mittelalter erfolgten die Krönungen schwedischer Staatsoberhäupter in unterschiedlichen Kathedralen und Kirchen Schwedens. Die Übergabe der Reichsinsignien wurde im Prinzip seit der Krönung Erik XIV. nach der gleichen Zeremonie durchgeführt. Nach dem Mittelalter ließen sich die schwedischen Könige und Königinnen überwiegend im Dom zu Uppsala krönen, mit Ausnahme von Christina, die in der Nikolaikirche von Stockholm gekrönt wurde. Von der Thronbesteigung Friedrichs I. bis zur Krönung von Oskar II. erfolgten die Zeremonien durchgehend in der Stockholmer Nikolaikirche, nur unterbrochen durch Gustav IV. Adolfs Krönung, die in Norrköping stattfand. Da Oskar II. der letzte schwedische König war, der sich krönen ließ, war seine Krönung am 12. Mai 1873 das letzte derartige Ritual in Schweden.

### Weiter neuzeitliche Nutzung der Regalien
Solange die Verfassung von 1809 in Kraft war, also bis zum 1. Januar 1975, wurden die Regalien bei der jährlichen feierlichen Eröffnung des Schwedischen Reichstages benutzt. Nach 1907, also mit Gustavs V. Regierungsantritt, trug der König die Regalien nicht mehr am Körper. Die Krone und das Zepter lagen auf kunstvoll gestickten Kissen auf einem kleinen Tisch neben dem Thron, wo sie über den Zeitraum des Reichstages von Kammerherren bewacht wurden. Oskar II. Mantel aus Hermelinpelz lag feierlich drapiert auf dem Thron und der davor befindlichen Treppe. Inwieweit der Mantel als Reichsregalie zu bezeichnen ist, ist eine Definitionsfrage, zumindest ist er neben den anderen Objekten in der Schatzkammer zu sehen.
Die Kissen wurden anfänglich für den Reichsapfel und später auch für das Zepter benutzt. Diese trug der König auf seinem Gang zum Thron, bevor er sie aus der Hand legte, um seine Rede vorzutragen. Oskar II. trug wie vorgegeben Krone, Zepter und Mantel bei den Eröffnungen der Reichstage. Kurz vor den Eröffnungen der Reichstage im Januar wurden die Regalien von einem Zeremonienmeister des Hofes und einem Kammerherr aus der Reichsbank bzw. später der Schatzkammer des Schlosses geholt und nach Abschluss des Rituals zurückgebracht.
Die Regalien wurden auch bei anderen schwedischen Zeremonien benutzt, wie z. B. bei königlichen Hochzeiten und Taufen. Auch nach dem Außerkrafttreten der Verfassung von 1809 waren sie präsent. Ein Beispiel ist die königliche Hochzeit von 1976, wo die Königs- und die Königinnenkrone zu beiden Seiten des Altars postiert waren. Genau so wurde bei den letzten königlichen Taufen verfahren.

## Übersicht zu Schwedens Reichsregalien
Die eigentlichen Reichsregalien bestehen in traditioneller Rangordnung aus Krone, Zepter, Apfel, Schwert und Schlüssel. Diese Rangordnung der wichtigsten Insignien wurde 1617 bei der Krönung Gustav II. Adolf festgelegt. Im Einzelnen entspricht dies folgenden Objekten, die in der Schatzkammer ausgestellt sind:
- die Krone von Erik XIV.
- das Zepter von Erik XIV.
- der Reichsapfel von Erik XIV.
- Gustav Wasas Reichsschwert
- der Reichsschlüssel von Erik XIV.

Die Krone wurde erst mit Erik XIV. zur wichtigsten Regalie, oder zum vornehmsten Kronjuwel, davor hatte das Schwert diesen Platz. Als Gustav Wasa 1560 im Dom zu Uppsala begraben wurde (in einem Chor im östlichen Teil des Doms, direkt östlich des Hochaltars) erhielt Erik das Schwert überreicht, womit formal die Königsmacht wechselte. Die feierliche Krönung erfolgte ein Jahr später mit den neuen Insignien, die in teilweise geänderter Form bis heute bestehen. Der Schlüssel war kein Bestandteil von Königsinsignien in anderen Ländern, sondern wurde erstmals bei Erik XIV. Krönung eingeführt.

### Andere hoheitliche rituelle Gegenstände
Zu gewissen Zeiten wurden andere Objekte zu den Reichsregalien gezählt. Diese waren das Salbungshorn mit dem heiligen Öl, das bei Krönungen zur Salbung des Königs verwendet wurde (als Anlehnung an König David, der laut Bibel zum König gesalbt wurde), der Mantel, der Ring (entsprechend dem päpstlichen Fischerring), die Ordenskette (als Zeichen des königlichen Ritterordens) und der Siegelstempel als Original für Abschläge des Reichssiegels (bezeichnet als secretet oder riksens stora klämma). Das Reichsbanner wird in den vorhandenen Quellen nicht als Reichsregalie bezeichnet, war aber genau wie die traditionellen Regalien ein wichtiges äußeres Zeichen der Würde des Königs und des Reiches.

### Zeremonielle Bedeutung der Regalien
Mit Ausnahme des Schlüssels sind alle Regalien alte königliche Würdezeichen und Sinnbilder der weltlichen Macht. Ihre unterschiedliche zeremonielle Funktion geht aus den Beschreibungen von Krönungsfeierlichkeiten zu verschiedenen Zeiten hervor. Laut der Schilderung von Erik XIV. Krönung bedeutete die Krone königliche Ehre und Würde (Konungzlich ähra och würdighez), das Zepter Rechtschaffenheit und der Apfel ein christliches Königreich (Christeligit Konungarijke). Mit dem Schwert sollte der König die Guten beschützen und die Bösen bekämpfen.
Bei der Zeremonie zu Karl IX. Krönung wurde die Symbolik der weiteren Objekte wie folgt beschrieben:
- Mit dem Schlüssel schließt er die Pforten des Reiches für alle Ketzer, Feinde sowie Ungläubige und öffnet sie für die Armen und Notleidenden.
- Der Ring bedeutet eine Freundschaftsverbindung gleich einer Verlobung zwischen König und Volk.
- Die Ordenskette kennzeichnete den König als den Höchsten einer Gemeinschaft.
- Der Siegelstempel verdeutlichte die Gesetzmäßigkeit des königlichen Werkes.

## Die einzelnen Reichsregalien und Kronjuwelen
Die Nummern in den einzelnen Abschnitten beziehen sich auf ein Verzeichnis der Schatzkammerverwaltung.

### Kronen

#### ErikXIV. Krone (Schatzkammer Nr. 1)

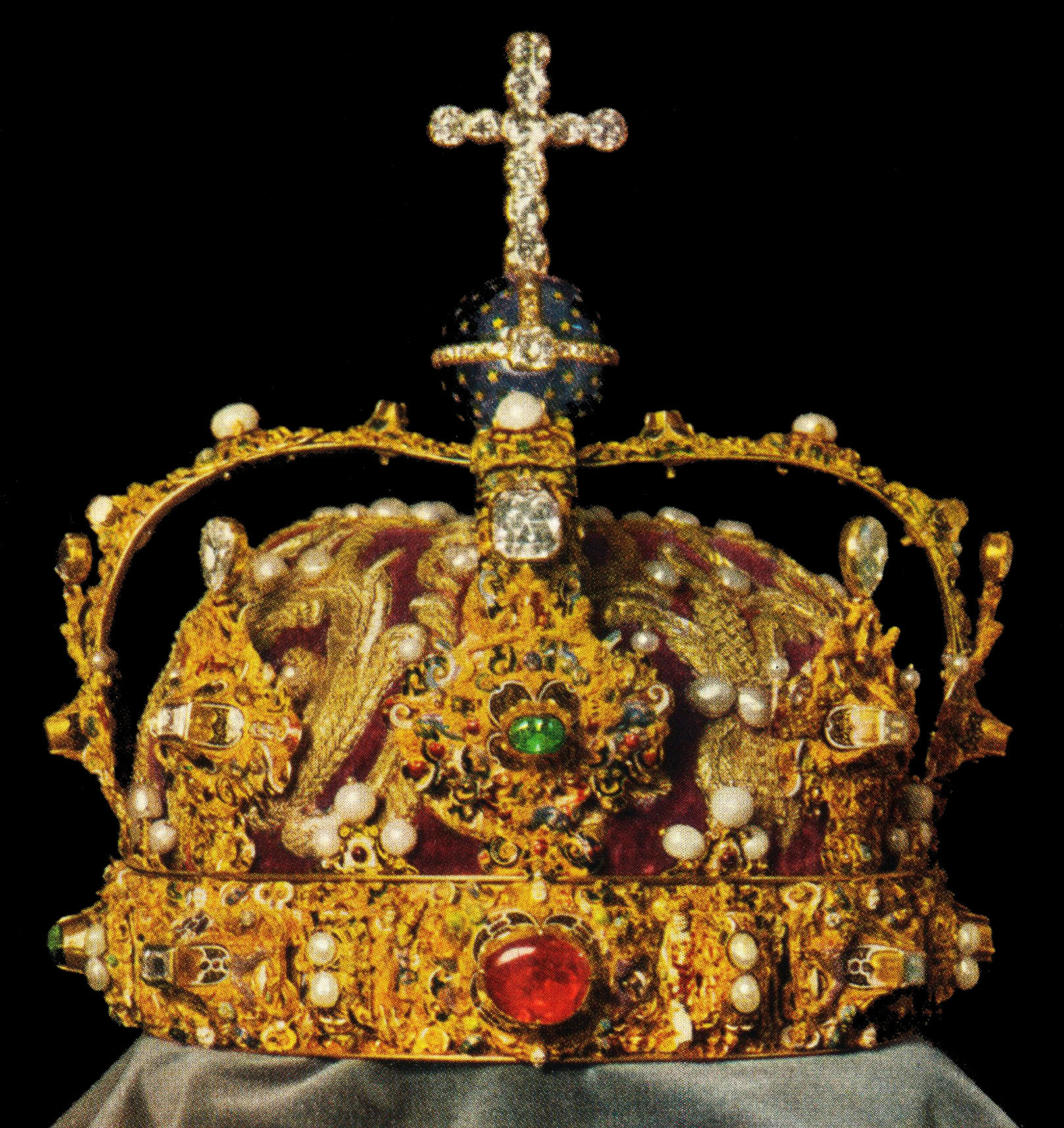
Die Erikskrone in ihrer Gestalt vor 1970. Die Diamanten an den oberen Spitzen waren nach ihrer erstmaligen Anbringung 1818 zeitweilig durch die ursprünglichen Perlen ersetzt, um den Originalzustand der Krone zu zeigen. Die Krone ist auf diesem Bild gefüttert mit einer goldbestickten und mit Perlen besetzten Haube von 1778. Anstelle dieser Haube erhielt die Krone 1970 eine Fütterung aus rotem Samt, die besser der ursprünglichen Haube entspricht.

Die so genannte Erikskrone ist die Krone, die von den schwedischen Monarchen als Königskrone benutzt wurde. Sie wurde bei feierlichen Ereignissen wie Krönungen, königlichen Taufen und Hochzeiten eingesetzt. Laut einer Quittung von 1561 wurde sie vom flämischen Goldschmied Cornelis ver Weiden in Stockholm geschaffen, der auch für die Gestaltung des Reichsapfels verantwortlich ist.
Die Krone besteht aus einem Reif, über dem acht blattartige Verzierungen angebracht sind. Von den vier Hauptblättern laufen zwei Bänder kreuzförmig über den Kopf, wo sie im Scheitelpunkt von einem Kreuzglobus überragt werden. Die ursprüngliche Krone war mit Monogrammen von Erik XIV. versehen. Nachdem Johann III. seinen älteren Bruder 1568 als König absetzten konnte, ließ er die Monogramme mit acht Kartuschen verdecken, in denen jeweils zwei Perlen übereinander angebracht waren.
Karl XIV. Johann ließ vor seiner Krönung 1818 einige entscheidende Veränderungen vornehmen. So wurde der ursprüngliche Kreuzglobus aus Gold durch einen Globus aus blauer, mit Sternen verzierter, Emaille ersetzt. Den Globus schmückten Bänder aus Brillanten und auch das große Kreuz darüber war mit eindrucksvollen Brillanten versehen (vgl. Foto rechts). Weiterhin wurden die acht Perlenkartuschen mit Diamantrosetten ersetzt und die Blätter über diese gesetzt, so dass die Smaragde und Rubine direkt unter den kleinen Spitzen zwischen den Blättern positioniert waren (vgl. Gemälde am Beginn des Artikels). Die Originalkrone hatte große Perlen an den oberen Spitzen der Blätter, die ebenso 1818 durch Brillanten ersetzt wurden.
1909 wurden die Diamantrosetten wieder entfernt und die ursprünglichen Perlenkartuschen zurückgesetzt. Für die Ausstellung in der Schatzkammer ist eine Kartusche herausgenommen und neben die Krone gelegt, um das darunter befindliche Monogramm von Erik XIV. zu zeigen. Des Weiteren wurde vor Eröffnung der permanenten Ausstellung 1970 der blaue Kreuzglobus abgenommen und der ursprüngliche wieder aufgesetzt. Auch Ersterer liegt nun neben der Krone.
Die Krone hat ein Gewicht von 1.715 g und in ihrer größten Form 1818 war sie 23,7 cm hoch. Es wird vermutet, dass Teile der Krone wie Edelsteine und Gold schon vorher bei anderen Schmuckstücken Verwendung fanden.

#### Maria-Eleonora-Krone (Schatzkammer Nr. 2)
Die Krone wurde 1620 in Stockholm vom deutschen Goldschmied Ruprecht Miller für die Hochzeit von König Gustav II. Adolf mit Maria Eleonora von Brandenburg gefertigt. Von den Ausstattungsstücken der Hochzeit von Gunilla Bielke mit Johann III. am 21. Februar 1585 existieren nur noch Gunillas Zepter und Reichsapfel (siehe weiter unten). Die genannten Stücke waren 1620 noch im Besitz von Christine von Holstein-Gottorp, der Witwe von Karl IX. und Mutter von Gustav II. Adolf. Christine besaß auch eine eigene Königinnenkrone, die später zur Kronprinzenkrone wurde. Gunillas Krone war schon 1592 im Zusammenhang mit Johann III. Tod als „zerschlagen“ verzeichnet, sie hatte also die letzten fünf Jahre keine eigene Krone mehr.
Die Krone von Maria Eleonora ist aus Gold und trägt Emailleverzierungen in Schwarz und Blau. Gold und Emaille bilden Blumenmotive und sind reichlich mit Diamanten und mehreren großen Rubinen besetzt. Es wird vermutet, dass die Materialwahl heraldische Gründe hatte. Rot und Weiß (Diamanten und Rubine) repräsentieren das brandenburgische Wappen der Königin und Schwarz und Gold symbolisierten das Adelsgeschlecht Wasa aus dem Gustav II. Adolf kam.
Bis zu Christinas Krönung 1650 hatte diese Krone, genau wie die Erikskrone vier Bügel, die das christliche Kreuz symbolisierten. Kurz vor der Krönung Christinas erhielt sie vier weitere kleinere Bügel. Außerdem wurde der Kronenreif 1719 vor der Krönung von Ulrike Eleonora d. J. erweitert. Da sich Adolf Friedrich entschloss, diese Krone bei seiner Krönung einzusetzen, erhielt sie 1751 acht zusätzliche Diamantrosetten auf dem Kronenreif und weitere Diamanten auf den Spitzen und Bügeln. Weiterhin kam eine mit Gold bestickte sowie mit Brillanten verzierte Kappe hinzu. Aufgrund dieser Zusätze ist die Maria-Eleonora-Krone die schwerste Krone von allen schwedischen Kronen für Könige, Königinnen, Herzöge, Prinzen und Prinzessinnen. Sie hat ein Gewicht von 2506 Gramm, ist 18,4 cm hoch und hat einen ovalen Kronenreif von 21,4 × 17,8 cm Durchmesser. Alle weiteren Regenten des Hauses Holstein-Gottorp, also Gustav III., Gustav IV. Adolf und Karl XIII. trugen diese Krone bei ihrer Krönung. Auch Friedrich I. wurde mit dieser Krone gekrönt, doch danach trug er die umgearbeitete Erikskrone.

#### Luise-Ulrike-Krone (Schatzkammer Nr. 3)
Diese Krone fertigte Andreas Almgren 1751 im Rokokostil nach Zeichnungen von Jean Eric Rehn für Königin Luise Ulrike, die im gleichen Jahr zusammen mit König Adolf Friedrich gekrönt wurde. Sie ist etwa zur Hälfte kleiner als die Königskrone und wurde mit Nadeln im Kopftuch oder in der Frisur der Königin festgesteckt. Diese Krone ist ein hervorragendes Beispiel der Rokokokunst in der Mitte des 18. Jahrhunderts. Die Anfertigung dieser Krone war notwendig, da die frühere Königinnenkrone Maria Eleonoras, wie beschrieben, vom Hause Holstein-Gottorp als Königskrone für Krönungen und andere Zeremonien verwendet wurde. Von dieser Zeit an wurde die Luise-Ulrike-Krone von allen Königinnen benutzt, auch vom Hause Bernadotte, obwohl die Erikskrone später wieder zum Einsatz kam.
Die Luise-Ulrike-Krone besteht aus einem Grundstock in Silber, der reichlich mit Diamanten besetzt ist, doch ursprünglich keine weiteren Edelsteine trug. Die Kappe ist rosafarben und mit Pailletten überzogen. Die 44 größten Diamanten stammten aus Luise Ulrikes eigenem Besitz und gingen auf ihren Wunsch hin mit der Verwendung für diese Krone in Staatseigentum über. Schon drei Monate nach der Krönung wurden diese Diamanten durch Bergkristalle ersetzt. Die Diamanten kamen bei der Geldbeschaffung für den Umsturzversuch der Hofpartei von 1756 zum Einsatz, die während der Freiheitszeit die Macht des Reichstages brechen wollte.
Das Geld benötigte die Königin auch um Reichstagsabgeordnete zu bestechen, womit ihre Chancen stiegen, dass die von ihr eingebrachten Vorschläge vom Parlament bestätigt wurden. Diese Art der Einflussnahme war auch bei ausländischen Botschaftern beliebt. Bestochen wurden vorrangig Abgeordnete der Hutpartei, doch später auch der Mützenpartei, die sich dadurch oftmals zum Wechsel in die Hofpartei bewegen ließen. Nach dem vereitelten Putschversuch wurden die Diamanten bei einem Antiquitätenhändler in Hamburg entdeckt, beschlagnahmt und in Schweden wieder in die Krone eingesetzt. Die Montage der Diamanten muss spätestens 1778 vor der Taufe des Kronprinzen Gustav Adolf erfolgt sein, da ihre Anwesenheit zu diesem Zeitpunkt belegt ist.
Der größte Diamant der Krone befindet sich an der Stirnfront, genauer an der Unterkante des vordersten Bügels. Dieser Diamant saß ursprünglich auf dem Verlobungsring, der bei der Verlobung von Karl X. Gustav und Hedwig Eleonora von Schleswig-Holstein-Gottorf zum Einsatz kam. Derselbe Ring wurde auch für die Verlobungen von Karl XI. mit Ulrike Eleonore von Dänemark sowie von Ulrike Eleonore d. J. mit Friedrich I. verwendet.
Die Krone ist 12,6 cm hoch und wiegt 527,5 g.

#### Kronprinzenkrone oder Karl-Gustavs-Erbfürstenkrone (Schatzkammer Nr. 16)

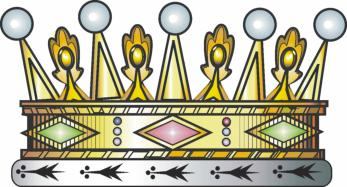
Stilisierte Darstellung einer Earlskrone, die etwa dem Aussehen der Kronprinzenkrone entspricht. Ein Bild der schwedischen Kronprinzenkrone ist unter Einzelnachweise verlinkt.

Die Kronprinzenkrone war, wie im Abschnitt Maria-Eleonora-Krone angedeutet, aus Teilen der früheren Königinnenkrone von Christine von Holstein-Gottorp zusammengesetzt. Die Umgestaltung erfolgte 1650 vor der Krönung von Christine d. J. zum neuen Staatsoberhaupt. Die Krone wurde benötigt, um Karl Gustav, als Cousin der Königin und möglichen Thronfolger ein standesgemäßes Aussehen zu geben. Die Bezeichnung Kronprinzenkrone ist eigentlich nicht korrekt, da Karl Gustav kein direkter Nachfahre eines Königs war, sie hat sich aber im Laufe der Geschichte für diese Krone etabliert.
Der größte Teil der Arbeiten an der Krone wurde vom Goldschmied Jürgen Dargeman ausgeführt, z. B. stammen die teilweise mit Emaille besetzten Goldornamente auf dem Grundstock der goldenen Krone von ihm. Die Kronprinzenkrone ist eine offene Krone, ohne Bügel und Globus über der Kappe, die reichhaltig mit Perlenkartuschen, Einzelperlen, Saphiren und Emailleornamenten verziert ist. Anstelle von Bügeln hat die Krone 8 spitze Dreiecke aus Gold am Kronenring montiert und in den Zwischenräumen gab es bei der ursprünglichen Krone gleich viele etwa um die Hälfte kleinere Spitzen. Zwei von diesen mittleren Spitzen wurden 1771 im Auftrag von Gustav III. mit emaillierten schwarzen Ährengarben ersetzt, die das Adelsgeschlecht Wasa symbolisieren. Im höchsten Punkt aller Dreiecke und Spitzen befindet sich je eine größere Perle. Karl Gustav trug die Krone über einem Erbfürstenhut mit breitem Saum aus Hermelinpelz, der später durch eine Kappe ersetzt wurde. Der Erbfürstenhut ist heute in der königlichen Rüstungskammer unter dem Stockholmer Schloss ausgestellt.
Die Krone entspricht in ihrer heraldischen Ausführung einer mitteleuropäischen Grafenkrone (siehe Rangkrone), da Karl Gustaf über seinen Vater Johann Kasimir zum Grafengeschlecht Pfalz-Zweibrücken gehörte. Sie gleicht in dieser Hinsicht auch den österreichischen Erzherzogkronen, die von niederen Mitgliedern der Kaiserfamilie im Heiligen Römischen Reich getragen wurde.
Die Karl-Gustavs-Erbfürstenkrone war ihrerseits Vorlage für alle weiteren schwedischen Prinzen- und Prinzessinnenkronen sowie für eine Reihe an Herzog- und Herzoginnenkronen, die alle durch acht dreieckige Spitzen gekennzeichnet waren. Die Herzogkronen haben dagegen zwischen den großen Spitzen anstelle der kleinen Spitzen acht emaillierte Ährengarben. Zwei von diesen Kronen wurden erstmals 1772 vor Gustav III. Krönung angefertigt und danach erfolgte der Beschluss, alle weiteren schwedischen Herzogkronen in gleicher Weise auszuführen. Davor hatten die schwedischen Herzogkronen für gewöhnlich acht Laubblätter über dem Kronenring und entsprachen so Grafenkronen aus Frankreich, Spanien, Italien und anderen europäischen Ländern. Diese alten Herzogkronen sind zum Beispiel über den Wappen der schwedischen Landschaften im Werk Suecia antiqua et hodierna zu finden.
Die Krone hat eine Höhe von 14,5 cm und wiegt 1.344 g.

#### Weitere Kronen (Herzog-, Herzogin- und Königskinderkronen)
Neben den bisher beschriebenen Kronen verwahrt die Schatzkammer vier Prinzen- oder Herzogkronen und drei Prinzessinnenkronen (darunter eine Herzoginkrone), die im Laufe der Geschichte angefertigt wurden. Neben dem ausgewählten Material haben die frühen Kronen einen hohen künstlerischen Wert, doch der Qualitätsanspruch sank mit der Zeit ab und die letzte derartige Krone für Herzog Wilhelm ist eher mit einem Pastiche vergleichbar.
Die Unterscheidung zwischen Prinzessin- und Herzoginkrone erfolgte danach, ob die entsprechende Person die Frau eines Königssohnes war, was sie zur Herzogin machte, oder ob sie eine Tochter oder Schwester des amtierenden Königs war. Diese Regelung entfiel erst 1980. Die zwei ursprünglichen Prinzessinnenkronen wurden dennoch später von Herzoginnen benutzt. Eine der drei Kronen entstand 1778 für Hedwig von Schleswig-Holstein-Gottorf vor ihrer Hochzeit mit dem späteren Karl XIII., der zu diesem Zeitpunkt noch Herzog von Södermanland war. Alle drei Kronen ähneln sich sehr stark, so dass die unterschiedliche Bedeutung nicht an ihrem Aussehen erkannt werden kann.
Folgende Prinzen- und Prinzessinnenkronen bewahrt die königliche Schatzkammer auf:
- Herzogkrone für Prinz Karl (Schatzkammer Nr. 17), hergestellt 1771 für Herzog Karl von Södermanland (dem späteren Karl XIII.) vor der Krönung Gustav III. im folgenden Jahr.
- Herzogkrone für Friedrich Adolf (Schatzkammer Nr. 18), auch 1771 angefertigt für Herzog Friedrich Adolf von Östergötland (* 1750, † 1803).
- Herzogkrone für Prinz Oskar (Schatzkammer Nr. 19), hergestellt 1844 für Herzog Oskar von Östergötland (dem späteren Oskar II.) vor Oskar I. Krönung.
- Herzogkrone für Prinz Wilhelm (Schatzkammer Nr. 19 1/2), angefertigt 1902 für Herzog Wilhelm von Södermanland.[10] Die von der Goldschmiedewerkstatt C.G. Hallbergs Guldsmeds AB nach Zeichnungen des Architekten und Künstlers Agi Lindegren hergestellte Krone war die letzte derartige Krone in Schweden. Sie wurde benötigt, da Wilhelm in diesem Jahr mündig wurde und mit Krone und Mantel neben dem Thron an der feierlichen Eröffnung des Reichstages teilnehmen sollte.
- Prinzessinnenkrone für Sofie Albertine (Schatzkammer Nr. 20), hergestellt 1771 für Gustav III. Schwester.
- Prinzessinnenkrone für Hedwig Elisabeth Charlotta (Schatzkammer Nr. 21), gefertigt 1778 für ihre Hochzeit mit Herzog Karl (siehe oben).
- Prinzessinnenkrone für Eugénie (Schatzkammer Nr. 22), hergestellt 1860 in Stockholm für Oskar I. Tochter Eugénie (* 1830, † 1889) von Edvard Emanuel Petterson mit der Krone von Prinzessin Hedwig als Vorlage. Sie besteht aus Gold mit graviertem Dekor und Emaillearbeiten in Schwarz und Weiß. Die 11,3 cm hohe und 733 g schwere Krone ist besetzt mit Perlen, Diamanten und anderen farbigen Edelsteinen. Sie hat einen leicht ovalen Durchmesser von 12,9 × 13 cm.

#### Luise-Ulrike-Begräbniskrone (Schatzkammer Nr. 4)
Diese einfache Krone wurde 1782 für das Begräbnis von Königin Luise Ulrike hergestellt. Die Krone besteht aus vergoldetem Silber mit einer Haube aus schwarzem Samt in der Mitte. Die 12,2 cm hohe Krone wurde auch bei Beerdigungen der folgenden Regenten als Sargschmuck benutzt, zuletzt 1973 für Gustav VI. Adolf.

#### Andere Begräbniskronen und Gustav Wasas Helmkrone
Weitere Begräbniskronen sind heute im Dom zu Uppsala (unter anderem in den Gräbern von Gustav Wasa und Johann III.) und im Dom zu Strängnäs (Karl IX.) zu finden. Die letztgenannte Krone wurde dem Grab entnommen und in die Ausstellung im Dom aufgenommen; 2018 wurden sie, die Grabkrone seiner Gattin Christine von Schleswig-Holstein-Gottorf und ein Reichsapfel gestohlen.
Die Stockholmer Rüstungskammer verwahrt Gustav Wasas Helmkrone, die auf seinem Rüstungshelm montiert ist. Dieser gekrönte Helm wird heute zwischen anderen (ungekrönten) Helmen und Visieren ausgestellt. Als Gegenstand ist er sehr selten, da Helmkronen heutzutage fast nur noch in der Heraldik anzutreffen sind. Die in den Helm eingegossene Krone aus vier Blättern war ursprünglich vergoldet und zeigte an, dass die Rüstung dem König gehörte. Neben den zwei Reichsschwertern Gustav Wasas ist diese Krone eines der ältesten Reichsinsignien, auch wenn sie von manchen Historikern nicht zu dieser Kategorie gezählt wird. Die Krone wurde nach aktuellem Wissensstand um 1540 vom Waffenschmied Kunz Lochner in Nürnberg hergestellt. Zur selben Zeit kam auch eines der genannten Schwerter nach Schweden, das aus derselben Gegend in Deutschland stammte (siehe Abschnitt Schwerter).

### Zepter
- Das Zepter von Erik XIV. (Schatzkammer Nr. 5) wurde 1561 von Hans Heidenrik hergestellt.[10] Es hatte ursprünglich einen Saphir an der Spitze, der auf zwei Reihen mit Perlen saß. Der Saphir war lange locker und verschwand 1778 im Zusammenhang mit Gustav (IV.) Adolfs Taufe. Da er nicht mehr aufgefunden werden konnte, wurde er 1780 durch einen blauen Globus mit Kreuz ersetzt.[8]
- Das Zepter von Gunilla Bielke (Schatzkammer Nr. 7) schuf 1585 Antonius Groth der Ältere.[10]
- Das Zepter von Maria Eleonora (Schatzkammer Nr. 6) wurde benötigt, da das zuvor genannte Königinnenzepter von Gunilla Bielke noch im Besitz von Christine von Holstein-Gottorp war, der Mutter von Gustav II. Adolf.[10]

Schweden und Norwegen waren die einzigen Länder, in denen die Königin das Recht hatte ein Zepter zu tragen und auch der Reichsapfel kommt bei anderen Königinnen nur in Ausnahmefällen vor.

### Reichsäpfel

#### Der Reichsapfel von ErikXIV. (Schatzkammer Nr. 9)
Cornelis ver Weiden stellte 1561 in Stockholm den Reichsapfel für Erik XIV. her. Der Apfel besteht aus Gold und ist mit Perlen besetzt. Eine auf den Apfel gravierte und emaillierte Weltkarte wurde vermutlich 1568 in Antwerpen vom Schweizer Goldschmied Frantz Beijer gefertigt. Laut dem schwedischen Jahrbuch När Var Hur ist der Reichsapfel von Erik XIV. der einzige, der mit einem realistischen Kartenbild verziert ist. Aufgrund eines Missgeschicks ist die Karte für die Nordhalbkugel spiegelverkehrt, doch die Ortsbezeichnungen wurden so eingefügt, als ob sie richtig platziert wäre. Dadurch ist zum Beispiel der Schriftzug „India“ in den Konturen des Mittelmeers zu finden.
Bei der Krönung Karl XI. 1675 wurde der Reichsapfel beschädigt. Der Träger, Reichskanzler Magnus Gabriel De la Gardie, saß auf einem Pferd, das während der Krönungszeremonie scheute. De la Gardie stürzte, wobei seine Perücke verrutschte und der Reichsapfel eine Beule sowie starke Schäden an der Emaille erhielt. Die Reparatur der Beule und Emailleschäden erfolgte erst 1751 vor der Krönung von Adolf Friedrich. Bei dieser Gelegenheit wurde der ursprüngliche Kreuzglobus mit dem Kreuzglobus des Reichsapfels von Maria Eleonora getauscht.
Der Apfel ist leicht oval mit einer Höhe von 16,5 cm, einem seitlichen Durchmesser von 11,8 cm und einem Gewicht von 676 g.

#### Der Reichsapfel Maria Eleonoras (Schatzkammer Nr. 8)
Dieser Apfel ist aus Gold gefertigt und mit blauen und gelben Verzierungen aus Emaille sowie Diamanten und Rubinen versehen. Er wurde 1620 in Stockholm vom Goldschmied Ruprecht Miller hergestellt, der auch für die Krone der Königin verantwortlich war. Wie im Abschnitt zuvor beschrieben, wurde der zugehörige Kreuzglobus 1751 getauscht. Maria Eleonoras Reichsapfel ist 15,3 cm hoch und wiegt 410 g.

#### Der Reichsapfel Gunilla Bielkes (Schatzkammer Nr. 10)
Frantz Beijer schuf 1585 in Stockholm den Reichsapfel von Gunilla Bielke. Er ist aus Gold und mit Perlen besetzt. Wie schon vorher bemerkt, ist ein Reichsapfel ursprünglich für den eigentlichen Souverän gedacht und ein ungewöhnlicher Gegenstand für dessen Ehepartnerin, doch in Schweden wurde eine Ausnahme gemacht.
Gunillas Apfel ist 17,9 cm hoch, hat einen seitlichen Durchmesser von 13,1 cm und wiegt 491,5 g.

### Reichsschlüssel

#### Der Reichsschlüssel von ErikXIV. (Schatzkammer Nr. 12)

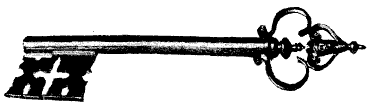
Eriks Reichsschlüssel

Dieser Reichsschlüssel wurde 1561 von Peter Holtswijller in Stockholm geschaffen. Er besteht aus vergoldetem Silber und hat eine Länge von 43 cm sowie ein Gewicht von 676 g.

#### Der Reichsschlüssel von Ulrike Eleonore (Schatzkammer Nr. 11)
Es wird angenommen, dass der Reichsschlüssel von Ulrike Eleonore vom deutschen Goldschmied Nicolaus (von) Bleichert in Stockholm angefertigt wurde. Der Künstler schuf ihn aus vergoldetem Silber (eine Quelle nennt vollständig aus Gold), wobei er eine genaue Kopie des Schlüssels von Erik XIV. fertigte. Am Griff befindet sich die Inschrift „V.E.D.G.R.S. [Ulrika Eleonora Dei Gratia Regina Sueciae] d. 3. maij A: 1720“. Als regierende Monarchin hatte Ulrike Eleonore den Reichsschlüssel von Erik XIV. unter ihren Regalien. Nachdem sie vom Thron zu Gunsten ihres Ehemanns Friedrich zurückgetreten war, wollte sie weiterhin einen Reichsschlüssel besitzen, worauf ein persönliches Exemplar für sie gefertigt wurde. Ulrike Eleonores Schlüssel ist 43 cm lang und wiegt 689 g.

### Schwerter
Zu Schwedens Reichsregalien zählen zwei Reichsschwerter Gustav Wasas, die in der Schatzkammer ausgestellt sind. Diese sind (vermutlich zusammen mit der beschriebenen Helmkrone) die ältesten heute noch existierenden Regalien Schwedens. Außerdem sind zwei weitere repräsentative Schwerter in der Schatzkammer verwahrt. Der schwedische König besitzt zusätzlich ein Prachtschwert (Carl XIV:s värja), das ursprünglich durch Karl XIV. Johann nach Schweden kam. Dieses wird nicht in der Schatzkammer gezeigt, da es dem König persönlich gehört.
Die vier ausgestellten Schwerter sind:
- Reichsschwert von 1541 (Schatzkammer Nr. 13)
- das ältere Reichsschwert (Schatzkammer Nr. 14)
- Königsschwert von Gustav III. (Schatzkammer Nr. 23)
- Kronprinzenschwert (Schatzkammer Nr. 24).

Eines dieser Schwerter wurde früher benutzt, wenn eine Person zum Ritter geschlagen wurde, dadurch gelangte die Person in den Adelsstand und/oder wurde Mitglied eines Ritterordens.

#### Gustav Wasas Reichsschwert, bestellt 1541 (Schatzkammer Nr. 13)
Dieses Schwert hat eine Länge von 132 cm und wurde 1541 über einen deutschen Kaufmann in Augsburg erworben, der in Kontakt zum schwedischen Hof stand. Die Klinge ist teilweise vergoldet und in ihr sind verschiedene Motive eingeätzt. Unter diesen finden sich das Schwedische Reichswappen sowie Szenen aus den Berichten der Patriarchen Josef und Moses im 1. beziehungsweise 5. Buch Mose des Alten Testaments. Es wird angenommen, dass sich Gustav Wasa mit den biblischen Stammvätern vergleichen wollte, da er sich wie Josef als Emporkömmling betrachtete und da er meinte, genau wie Moses, ein Volk aus fremder Bevormundung geführt zu haben.

#### Gustav Wasas älteres Reichsschwert (Schatzkammer Nr. 14)
Die Klinge des zweiten Reichsschwertes ist älter als die Klinge des zuvor beschriebenen Schwertes. Es ist vermutlich das Schwert, welches Erik XIV. bei seiner Krönung überreicht wurde. Seine steife Klinge mit Höckern und Blutrinne (eigentlich eine Rille, um die Waffe leichter zu gestalten) kennzeichnete es als typisches Ritterschwert. Es hat außerdem eine voll gebrauchsfähige Stoßspitze. Auch auf dieser teilweise vergoldeten Klinge befinden sich zahlreiche Ätzungen, die in den berühmten bischöflichen Werkstätten im bayerischen Passau eingearbeitet wurden. Die Motive der Ätzungen stammen aus der römischen Geschichte: C. Mucius Scaevola vor dem Etruskerkönig Porsenna sowie Kaiser Trajan und die Witwe (Trajans Edelmut), es sind Wiedergaben von Albrecht Dürers Gemälden im Nürnberger Rathaus.
Im Zusammenhang mit der Krönung von Erik XIV. erhielt das Schwert in Stockholm seinen gegenwärtigen Griff. Dieser ist geschmückt mit Gold- und Silberintarsien. Weitere Zusätze, wie eine Verkleidung des Griffs, kamen im 18. Jahrhundert dazu. Zum 132,5 cm langen Schwert gehören zwei Schwertscheiden, die erste mit Beschlägen von 1581 und die zweite gefertigt vom Hofschwertschmied Johan Tiberg 1808.

### Salbungshorn

#### Das Salbungshorn von KarlIX. (Schatzkammer Nr. 15)

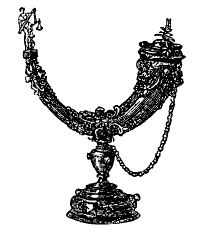
Das schwedische Salbungshorn

Der in Schweden geborene Goldschmied Peter Kiämpe schuf dieses Salbungshorn 1606 für die Krönung von Karl IX. im folgenden Jahr.
Im Horn wurde das Öl aufbewahrt, mit dem der Erzbischof der schwedischen Kirche die Könige und Königinnen während der Krönungszeremonie einsalbte, bevor diese die Krone aufgesetzt bekamen. Auf diese Weise erhielt der neue Regent die Herrschaft in Gottes Gnaden. Vergleichbare Salbungshörner gibt es auch in den Regalien von Großbritannien und Norwegen.
Nach Königin Christinas Krönung verlor das Salbungshorn offiziell seinen Rang als Bestandteil der Reichsregalien, obwohl es weiterhin bei Krönungen eingesetzt wurde.
Das 15,5 cm hohe und 12 cm breite Salbungshorn hat ein Gewicht von 255,5 g und zeichnet sich durch hohen Detailreichtum aus. Es ist in seiner Ausformung einem Krummhorn ähnlich und besitzt einen Sockel, mit dem es z. B. auf einem Altar abgestellt werden kann. Horn und Sockel sind aus massivem Gold gefertigt und mit emaillierten Ornamenten sowie anderen Ausschmückungen versehen. Zusätzlich befinden sich mehrere Edelsteine, darunter 10 Diamanten und 14 Rubine auf dem Gegenstand. Die Rubine stammen aus Karelien, das zu dieser Zeit zum schwedischen Reich gehörte. Sie werden deshalb „karelische Granate“ genannt.
An der Spitze befindet sich ein Deckel mit kleinen Skulpturen, der über eine goldene Kette mit dem oberen Teil des Sockels verbunden ist. Am anderen Ende ist eine Skulptur der römischen Göttin für Gerechtigkeit Justitia aufgesetzt, die wie üblich mit Waage und Schwert in den Händen dargestellt ist. Die winzige Waage besteht aus 12 Teilen und kann als Meisterwerk der Goldschmiedekunst bezeichnet werden.

## Weitere Gegenstände der Schatzkammer mit Bezug zum Königshaus

### Schmuckgegenstände für Krönungen und andere hoheitliche Anlässe
Die im Folgenden aufgelisteten Ausstellungsstücke der Schatzkammer wurden früher gelegentlich zu den Regalien gerechnet.
- Prachtrapier (Schatzkammer Nr. 25)
- Großes Kreuz des Nordstern-Ordens (Schatzkammer Nr. 26:3)
- Großes Kreuz des Schwertordens (Schatzkammer Nr. 26:4)
- Großes Kreuz des Königlichen Seraphinenordens (Schatzkammer Nr. 26:5)
- Adolf Friedrichs Bruststern (Schatzkammer Nr. 26:7)
- Bruststern zum Seraphinenorden (Schatzkammer Nr. 26:8)
- Schwert zum großen Kreuz des Schwertordens (Schatzkammer Nr. 26:9)
- die Orden von Karl XIII. (Schatzkammer Nr. 26:10)
- Großes Kreuz des Wasaordens (Schatzkammer Nr. 26:12)
- Hutschmuck mit Befestigungsanordnung (Schatzkammer Nr. 26:13)
- der Hermelinmantel von Oskar II.

#### Die Etuis der Regalien
Nicht zu den Ausstellungsstücken der Schatzkammer gehören die Etuis der Regalien. Die Erikskrone hat beispielsweise ein Etui aus Leder mit Fütterung aus Samt, das 1826 gefertigt wurde. Der Behälter für Eriks Zepter entstand dagegen schon 1772 und ist mit hellblauem Samt ausgeschlagen. Im ältesten erhaltenen Etui wurde die Maria-Eleonora-Krone gelagert, die Fertigung erfolgte 1606.

## Aufbewahrung und Pflege der Regalien
Die Aufgabe, die Reichsregalien und andere Kronjuwelen aufzubewahren und zu pflegen, hat ein spezielles Amt, Kammarkollegiet (finanzielle und administrative Serviceagentur, eigentlich „Kollegium der Kammer“), übernommen. Bereits 1594 ging eine entsprechende Anweisung an den Vorgänger des Amtes (damals Räntekammaren oder Kammaren, „Rentenkammer“, „(Schatz)kammer“) und sie ist danach in jeder Verordnung für diese Agentur erneut worden. Die Reichsregalien werden in einem besonderen Verzeichnis im Amt notiert und sollen gemäß den alten Regeln vierfach verriegelt aufbewahrt werden.
Für jede Verriegelung übernehmen gleich viele Schlüsselbeamte (Nyckelbevarare) die Verantwortung, die vom Kammarkollegiet ernannt werden. Die vier Schlüsselbeamten sind traditionell die vier Bürodirektoren desselben Amtes, die sogenannten Kammerräte (die Bezeichnung ”Nyckelbevarare” ist nur in den letzten Anweisungen zu finden, zuvor hatten immer nur die Direktoren diese Aufgabe). Alle vier Schlüsselbeamten müssen deshalb laut der Schlüsselregelungen anwesend sein, wenn ein Schaukasten mit den Reichsinsignien geöffnet wird, da die vier unterschiedlichen Schlüssel gemeinsam verwendet werden müssen, um die Verriegelungen zu lösen. Früher bezog sich diese Schlüsselregelungen auf mehrere Kisten, die im Gewölbe der Schwedischen Reichsbank untergebracht waren und in denen die Reichsinsignien lagen. (Dieses Gebäude ist heute ein Teil des ausgebauten schwedischen Reichstagsgebäudes.) Vor jeder Nutzung der Regalien wurden diese von zwei Juwelieren untersucht und nach der Rückbringung prüften die Schmuckexperten, dass kein Teil abhandengekommen war.
Die Erlaubnis des Kollegiums wird laut der geltenden Instruktion auch benötigt, wenn die Regalien beispielsweise für eine andere hoheitliche Zeremonie genutzt werden sollen oder falls Aufnahmen von Fotos in der Schatzkammer geplant ist. Die Anweisung gibt weiterhin vor, dass die Regalien an einem Ort verwahrt werden, den die Regierung (in älteren Versionen die königliche Majestät) gutheißt. Seit 1970 ist dieser Platz die Schatzkammer im Stockholmer Schloss. Die kurzfristige Unterbringung der Regalien an anderen Orten muss von der Regierung bewilligt werden.

### Aufbewahrungsorte der Regalien zu verschiedenen Zeiten

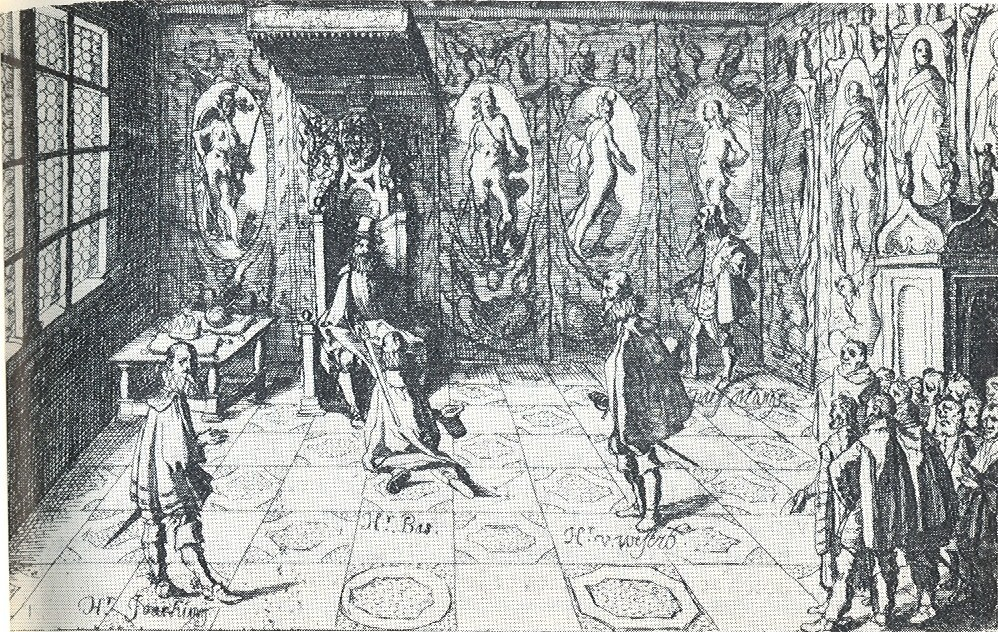
Gustav II. Adolf empfängt Delegierte aus Holland im Audienzsaal der Burg Tre Kronor, auf dem Tisch beim Thron sind Teile der Regalien sichtbar.

Bis zum Brand von 1697 lagerten die Regalien im Schatzkammergewölbe der Burg Tre Kronor. Die genaue Lage dieses Gewölbes ist nicht bekannt, doch es wird vermutet, dass es sich im nördlichen Teil in der Nähe des prächtigen Audienzsaales befand. Die Regalien wurden gelegentlich bei Empfängen oder Zeremonien in diesen Saal mit Kupfergewölbe gebracht, der im nordöstlichen Turm lag. So sind Teile der Regalien (Krone, Zepter, Reichsapfel) auf einem Gemälde zu sehen, auf dem Gustav II. Adolf holländische Gesandte begrüßt.
Nach dem Brand befanden sich die Regalien im Wrangelschen Palais, das zur vorläufigen Wohnstätte der Königsfamilie umgebaut war. Am neuen Stockholmer Schloss wurde noch annähernd ein halbes Jahrhundert gebaut. Ab 1723 überführte man die Regalien zeitweilig in eine Kammer in den Räumen des Kammerkollegiums. Nach dem missglückten Staatsstreich von Königin Luise Ulrike 1756 (vergleiche Abschnitt Luise-Ulrike-Krone) wurde die Kammer der definitive Aufbewahrungsort. Die genutzten Kammern lagen in unterschiedlichen Gebäuden, da das Kammerkollegium mehrmals umzog. Unter anderem befand sich die Kammer ab 1802 für sechs Jahre im Ritterhaus.
Von 1907 bis 1970 fanden die Regalien ein neues Domizil in der Schwedischen Reichsbank.

### Die neue Schatzkammer

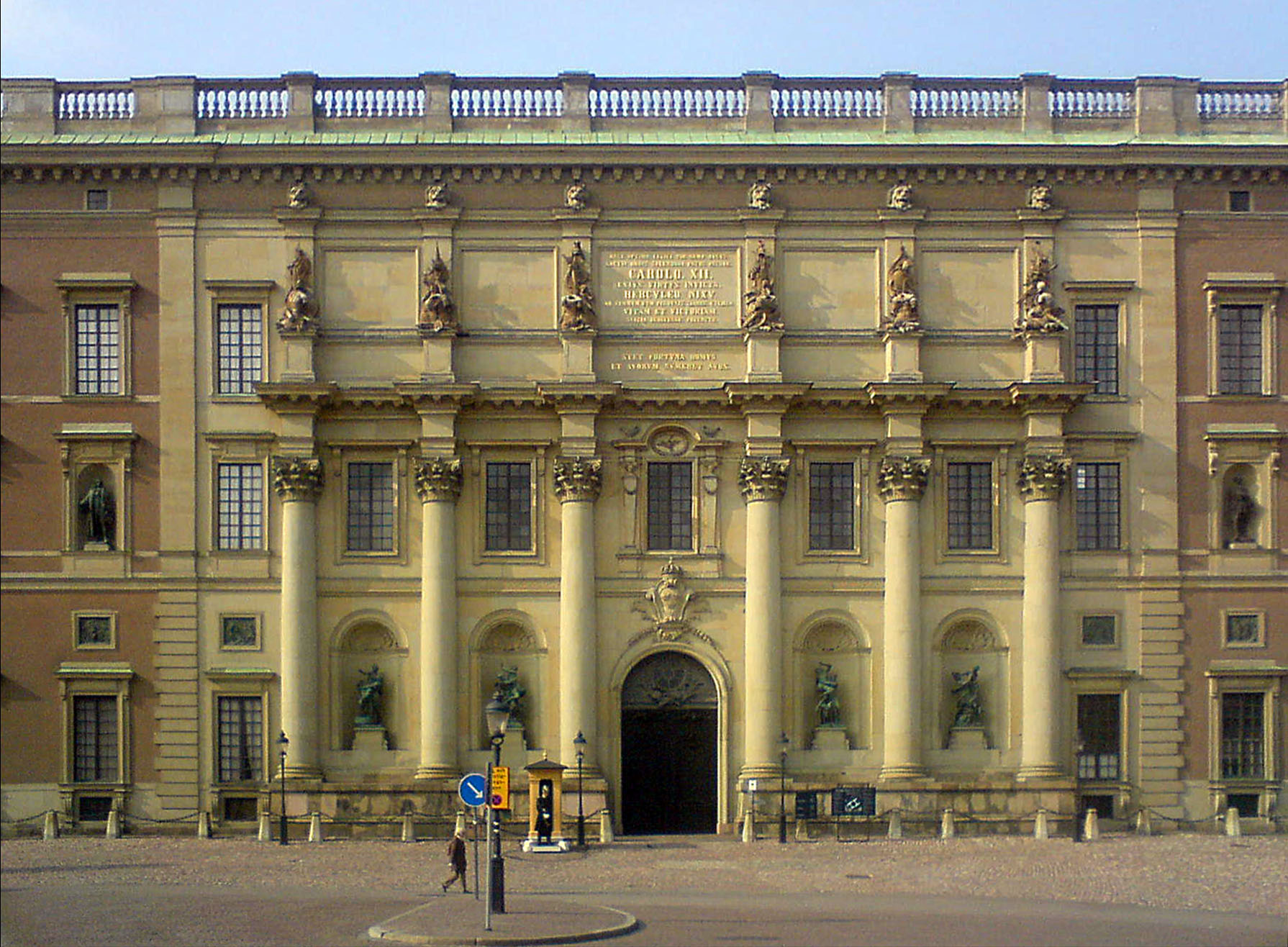
Südliches Portal des Stockholmer Schlosses, der Eingang zur Schatzkammer

1970 kamen die Regalien an ihren gegenwärtigen Ausstellungsort, die Schatzkammer im Stockholmer Schloss. Es sind speziell für diesen Zweck eingerichtete Regalienräume im Keller des südlichen Gebäudeflügels unter dem Reichssaal. Die hohen Sicherheitsvorgaben wurden durch moderne Schaukästen gewährleistet. Für diese Schränke und die restliche Ausstellung zeichnen der damalige Schlossarchitekt Sven Ivar Lind und der erste Intendant Stig Fogelmarck verantwortlich. Die Schatzkammer kann gegen ein Eintrittsgeld besucht werden, womit die Reichsregalien erstmals für die Öffentlichkeit zugänglich wurden.

### Streitigkeiten über das Verwaltungs- und Bestimmungsrecht
Schon im Mittelalter bildete sich die Auffassung heraus, dass die Regalien, und vor allem die Krone dem Reich oder Staat gehören und die Königsmacht nur symbolisieren. Unter Erik XIV. war das die allgemeine Ansicht aller Institutionen des schwedischen Reiches, vor allem aufgrund der Herstellung der Erikskrone aus Staatsmitteln. Dieses Prinzip musste danach mehrfach gegen königliche Ansprüche verteidigt werden. Verschiedene Monarchen verlangten eine unbeschränkte Verfügungsgewalt über die Regalien.
Bei den folgenden Ereignissen wehrten die Behörden des Reiches eine Änderung des Grundsatzes durch die Königsfamilie ab:
- Herzog Karl (der spätere Karl IX.) verteidigte das Eigentumsrecht des Staates gegen seinen Neffen Sigismund, der neben seinem schwedischen Königstitel auch Herrscher in Polen war. Sigismund wollte die Regalien nach Polen ausführen.
- Maria Eleonoras Wunsch, die Regalien 1632 bei der Rückführung der Gebeine von Gustav II. Adolf nach Schweden einzusetzen, wurde von Axel Oxenstierna abgewiesen.
- Königin Christina wollte die Regalien nach ihrer Abdankung mit nach Italien nehmen, was ihr versagt wurde.
- 1723 hatte das Kammerkollegium einen Disput mit Friedrich I. und Ulrike Eleonora, bei dem das Kollegium das Eigentumsrecht des Staates verdeutlichte. Aufgrund anhaltendem gegenseitigem Misstrauen erfolgte die Auslagerung der Regalien aus den königlichen Räumen (zu diesem Zeitpunkt das Wrangelsche Palais).[4] Nach dem gescheiterten Staatsstreich von 1756 sah sich das Kollegium bestätigt.